# Jonas Gerckens
 (mars 2024).
 (mars 2024).
Jonas Gerckens, né à Liège le 6 février 1980, est un navigateur belge.

## Biographie
Jonas Gerckens découvre la mer très jeune avec ses parents : son père a construit un bateau de voyage avec lequel la famille part quatre ans autour de l'Europe. Ils s’installent ensuite à Saint-Malo le temps de la construction (avortée) d’un nouveau bateau ; Jonas est alors scolarisé et suit des cours de voile en Optimist. Il assiste aussi aux départs de la mythique Route du Rhum.
Ils retournent ensuite en Belgique où il finit sa scolarité en sport-études en Judo à Liège (ceinture noire 1er Dan) et met temporairement la voile entre parenthèses.
En 2000, il décide d’abandonner le judo et de retourner en Bretagne pour suivre une formation d'entretien de bateaux et de monitorat voile à l'école des Glénans ; il passe deux ans sur la base de Paimpol (Côte d'Armor) en tant que moniteur.
Ensuite, il se spécialise dans la stratification et la préparation des bateaux de course. Pendant plusieurs années il alterne les saisons hivernales à la montagne (Châtel) comme gérant de centre de vacances/moniteur et le long de la mer durant l'été comme préparateur de voile.

### Carrière
En 2003, Il commence  ses premières courses avec l'équipage de Bel Yachting sur le Tour de France à la Voile (5 participations). L'occasion d'effectuer ses premières navigations en Mini 6,50 et en IMOCA.
En 2006, il acquiert son premier Mini6,50 pour monter un projet en vue de la Mini Transat 2007 ; il abandonne au cours de la deuxième étape sur avaries.
Il reste 10 ans sur le circuit Mini avec plusieurs podiums à la clé dont une victoire sur les Sables-les Açores-Les Sables en 2014. Il intègre à cette époque le pôle de course au Large dans la « Sailing Valley » à Lorient qui est toujours sa base actuelle.
En 2015, il relève un défi pour Cap48 sur la Fastnet Race avec Eléonore Sana et Delphine Simon (journaliste et productrice qui deviendra sa manager) dont est issu un documentaire "Cap sur la Fasnet Race". Jonas remportera cette course, en 2017 avec l'équipage du skipper Maxime Sorel.
En 2016, après de longues années à jongler avec des budgets serrés, il signe un premier partenariat d’un an avec Volvo Belgique.
En 2017, avec ses sponsors, il acquiert un Class40 pour participer à sa première Route du Rhum en 2018 où il réalisera la meilleure performance belge. Cette histoire est retracée dans le documentaire « Le rêve de Jonas ».
En 2019, il devient ambassadeur de la Province de Liège et de la campagne « Ici commence la Mer » de la SPGE. Il devient, également sportif de haut niveau de la fédération Wallonie-Bruxelles (ADEPS.Pro)
S'ensuivent la construction d'un nouveau bateau, Volvo 164, en 2021 (dont les parrains seront la chanteuse Typh Barrow et  le chef Lionel Rigolet), la participation de nouvelles courses dont la Transat Jacques Vabre 2021 avec Benoît Hantzberg (4e et meilleure performance belge), plusieurs podiums en Class40 et quatre titres de marin de l'année belge (record codétenu avec Sebbe Godefroid).
En parallèle, il s'implique dans l'émergence du circuit de course au large en double mixte (pré-senti pour devenir Olympique à l'avenir) et représente la Belgique, avec les Red Dolphins, aux Championnat d'Europe et du monde (triple médaillés d'argent à l'Euro et médaillé de Bronze au mondial).

## Palmarès

### 2022
- 5e Championnat d'Europe double Mixte[3] en Figaro3
- 5e Championnat du Monde double mixte en Figaro3
- Route du Rhum[4] (DNF)

### 2021
- 4e Transat Jacques Vabre[5] en Class40 (co-skipper : Benoît Hantzberg)
- 6e Les Sables-Horta-Les Sables en Class40
- 2e Championnat d'Europe double mixte[6]
- 3e Championnat du Monde double mixte[7]
- 1er Tour d'Italie en double mixte
- Sailor of the Year Belgium [8] en 2021, 2018, 2017, 2013.

### 2020
- 2e Championnat d'Europe en double mixte
- 1er Primo Cup
- 3e EUROSAF L30 Championship[9]

### 2019
- 2e Championnat d'Europe double Mixte[10]
- 2e Grand Prix Guyader en Class40
- 4e Les Sables-Horta-Les Sables en Class40
- 2e EUROSAF L30 Championship
- Ambassadeur Province de Liège

### 2018
- 14e Route du Rhum en Class40
- 3e Grand Prix Guyader en Class40

### 2017
- 1er Fastnet Race en Class40 (skipper Maxime Sorel)
- Record de vitesse sur le Lac de l'eau d'Heure

### 2006 - 2016
- Multiples podiums sur Circuit Mini dont : 2e Mini Fastnet, 3e Transgascogne, 3e Select6.50, 2e Mini en mai.
- Les Sables-les Açores-Les Sables : 3e en 2016, 1er en 2014, 2e en 2012
- Mini Transat : DNF en 2007, 22e en 2013, dnf en 2015.
- Ranking Classe Mini : 1er en 2012, 2e en 2014, 3e en 2016
- Championnat de France Course au large en Solitaire : 2e en 2012, 3e en 2014, 2e en 2016
- 5 Tours de France à la Voile de 2003 à 2008
- Tour des Îles Britanniques en IMOCA en 2003

## Distinctions
En 2022, il reçoit le titre de citoyen d'honneur de Liège et prépare un tour du monde à la voile, la Globe40 2025.